# Ahn Eun-jin
Ahn Eun-jin (* 6. Mai 1991) ist eine südkoreanische Schauspielerin.

## Leben und Karriere
Ahn wurde am 6. Mai 1991 in Südkorea geboren. Ihr Debüt gab sie 2018 in der Fernsehserie Life. Danach spielte sie in Number Woman Gye Sook-ja mit. 2019 bekam sie eine Rolle in  The Crowned Clown. Im selben Jahr wurde sie für die Serie Possessed gecastet. Ahn trat 2019 in der Serie Strangers from Hell auf. Unter anderem war Kim 2020 in der Serie More Than Friends zu sehen. Außerdem spielte sie in dem Film The Night Owl die Hauptrolle.
Im Jahr 2023 spielte sie „Lee Mi-joo“ in „The good bad Mother“ mit ihrem Co-star Lee Dohyun.

## Filmografie (Auswahl)
Filme
- 2022: The Night Owl

Serien
- 2018: Life
- 2018: Number Woman Gye Sook-ja
- 2019–2020: Kingdom
- 2019: The Crowned Clown
- 2019: Possessed
- 2019: My Fellow Citizens!
- 2019: Strangers from Hell
- 2019–2020: Diary of a Prosecutor
- 2020: More Than Friends
- 2020–2021: Hospital Playlist
- 2021–2022: Only One Person
- 2022–2023: The good bad Mother

## Theater
- 2011: Beautiful Sign
- 2015: Twenty Twenty Chaimu-Tail Cotton Story
- 2016: Goodbye, Summer
- 2017: Judo Boy

## Auszeichnungen

### Gewonnen
- 2019: OCN Awards in der Kategorie „The Unexpected Award“[5]
- 2020: Asia Artist Awards in der Kategorie „FOCUS Awards“[6]
- 2021: Korea First Brand Awards in der Kategorie „Female Actress (Rising Star) Award“[7]

### Nominiert
- 2021: 7th APAN Star Awards in der Kategorie „Beste Schauspielerin“[8]